# Dvorana Mirza Delibašić
De Dvorana Mirza Delibašić is een overdekt sportcentrum in Sarajevo. Het is vernoemd naar voormalig basketballer Mirza Delibašić. Het gebouw werd op 29 november 1969 geopend voor indoor sportwedstrijden. Tegenwoordig wordt het complex gebruikt voor basketbalwedstrijden en concerten. Het basketbalcentrecourt wordt gebruikt door Bosna Sarajevo. Vroeger heette het Sportska Dvorana Skenderija.
Opvallende sportevenementen die in de arena werden georganiseerd zijn onder meer de finale van de FIBA European Champions Cup van 1970, waarin Ignis Varese CSKA Moskou met 79-74 versloeg, en het Wereldkampioenschap basketbal mannen 1970. Ook werd er de Intercontinental Cup in 1980 gehouden.